# Kusaila
Kusaila ibn Lamzam, Kusayla, Kosaila, Kasila ou Koceila (em berbere: Aksil ou Aksel, em tifinague: ⴰⴽⵙⴻⵍ; n. 640? — m. 686 ou 688) foi um líder cristão da tribo berbere dos aurabas e da confederação tribal dos sanhajas. É conhecido por comandar uma resistência tenaz dos Berberes contra a expansão muçulmana no Norte de África na década de 680 e, depois de converter-se ao Islão, pela sua oposição ao governador e general árabe Uqueba ibne Nafi.

## Etimologia
O nome de Kusaila é escrito de várias formas pelos autores muçulmanos: Kwsylt (Kûsîla([h], Kosayla, Qosayla, Uksayl, Kusila. Tem sido relacionado com o nome latino Cecílio, cognome muito difundido na África romana e em Volubilis, cuja pronúncia em latim clássico é Caiquílio (Caïquilius) e uma evolução do ci (qui) em ci (si) em latim tardio (por exemplo, Cecília (Caecilia) é entendida pelos Árabes como "Cacília"). É uma hipótese verosímil admitindo que Kusaila era cristão, mas o seu nome pode também ter origem no tamazigue (berbere). Os diferentes dialetos amazigues do Orés, de onde Kusaila seria originário segundo algumas fontes, têm atualmente uma raiz KSL de onde derivaria aksel ("leopardo"). Outra designação berbere desse animal é aghilas ou ghilas, é usada para chamar o monte Chenoua, situado a oeste de Argel e no Grande Sul argelino significa "leãozinho".[carece de fontes?]

## Biografia
Segundo o historiador medieval tunisino ibne Caldune, Kusaila era natural de Tremecém, no que é hoje o extremo noroeste da Argélia. Porém, este registo data do século XIV, quase 700 anos depois da sua morte, e outras fontes anteriores (as mais antigas datam do século IX) associam-no somente com a região de Auras (Orés, no que é atualmente o nordeste da Argélia). Kusaila cresceu em território tribal berbere durante o período do exarcado bizantino de Cartago.
Segundo fontes do séculos XI a XIV (as últimas de ibne Caldune), o amir omíada dos invasores árabes, um escravo liberto chamado Abu al-Muhajir Dinar (m. 683), surpreendentemente convidou Kusaila para se reunir com ele no seu acampamento e convenceu-o a aceitar o Islão e juntar-se ao seu exército com a promessa de plena igualdade com os Árabes (678). Abul Muajir era um mestre na diplomacia e impressionou Kusaila não só pela sua piedade, mas também pelo seu elevado sentido de respeito e educação. Kusaila incorporou os aurabas e sanhajas no exército conquistador árabe e participou nas suas campanhas constantemente vitoriosas sob o comando de Abul Muajir. Este foi depois substituído à força por Uqueba ibne Nafi, que ameaçou Kusaila com desdém. O desprezo de Uqueba acabou por enraivecer Kusaila e levou a que este conspirasse para se vingar. Quando o exército regressou de Marrocos, Uqueba autorizou as suas tropas a tirarem férias e regressarem a casa. Os que ficaram, cerca de 300, estavam exaustos e vulneráveis. Na marcha de regresso de Uqueba à sua base em Cairuão, Kusaila juntou-se às tropas bizantinas e organizou uma emboscada. As forças berberes-cristãs, com cerca de 5 000, derrotaram os Árabes e mataram Uqueba na batalha de Vescera, em Tahudha, perto de Biskra em 683. Kusaila ganhou assim o domínio indisputado do Norte de África e marchou triunfante para Cairuão. Este relato é questionado por alguns historiadores, que dão mais credibilidade às fontes do século IX, segundo as quais Abul Muajir não tinha ligações com Kusaila, como não tinha Uqueba até ter caído na emboscada em Tahudha. Essas fontes mais antigas também descrevem Kusaila como um cristão e não um muçulmano convertido. No entanto, todas as fontes convergem que ele comandava uma força militar de Berberes e Bizantinos quando derrotou Uqueba.
Em 688 chegaram reforços árabes comandados por Zuhair ibn Kays. Kusaila enfrentou-se com ele em 688, na batalha de Mamma. As forças árabes, em grande superioridade numérica, derrotaram os aurabas e Kusaila foi morto. Segundo outras fontes teria morrido em 686. Contudo, tal não cessou a resistência berbere sob a liderança de Dihya, uma mulher alcunhada Kahina.[carece de fontes?]